# Gaetano Aloisi Masella
Gaetano Aloisi Masella (30 de setembro de 1826 — 22 de novembro de 1902) foi um diplomata e cardeal italiano, foi núncio apostólico em Portugal e Datário de Sua Santidade.

## Biografia
Era tio do também cardeal Benedetto Aloisi Masella. Foi ordenado em 3 de junho de 1849, na Arquibasílica de São João de Latrão, em Roma. Nomeado secretário da Nunciatura em Nápoles, foi auditor da nunciatura na Baviera, em 1858 e na França, em 1862. Consultor para assuntos diplomáticos da Secretaria de Estado do Vaticano, em 1869. Em 1870, torna-se Referendário do Supremo Tribunal da Assinatura Apostólica. É nomeado secretário para os Assuntos Orientais da Sagrada Congregação de Propaganda Fide, em 1874.
Eleito arcebispo-titular de Neocæsarea em 22 de maio de 1877, foi consagrado em 5 de junho pelo cardeal Alessandro Franchi. Foi nomeado núncio apostólico na Baviera, em 5 de junho de 1877, onde ficou até 30 de setembro de 1879, quando foi transferido como núncio em Portugal.
Criado cardeal-presbítero no consistório de 14 de março de 1887, recebeu o barrete cardinalício e o título de São Tomás em Parione em 17 de março. Foi nomeado Prefeito da Sagrada Congregação de Indulgências e Sagradas Relíquias em 16 de novembro, onde ficou até 13 de fevereiro de 1888, quando foi nomeado prefeito do escritório de planejamento econômico da Sagrada Congregação de Propaganda Fide.
Nomeado Prefeito da Sagrada Congregação dos Ritos em 3 de outubro de 1889. Passa para o título de Santa Praxedes em 16 de janeiro de 1893. Pro-Datário de Sua Santidade, de 29 de maio de 1897 até sua morte. Ele se recusou a passar para a ordem dos cardeais-bispos e a assumir uma sé suburbicária, a fim de continuar trabalhando na reorganização da Dataria.
Em 22 de novembro de 1902, inesperadamente, em Roma, ele foi encontrado morto, sentado à sua mesa, com uma caneta na mão, já fria, no início da manhã, após celebrar a missa como de costume. Sua morte tinha sido prevista quatro dias antes por Grimoaldo Santamaria, C.P., o futuro beato, em seu leito de morte com 19 anos, e que havia recebido o sacramento da confirmação das mãos do cardeal na catedral de Pontecorvo em setembro de 1883.
Velado no Palácio da Dataria, e mais tarde na basílica de Ss. XII Apostoli, onde o funeral ocorreu. De acordo com seus desejos, o cardeal falecido foi enterrado no túmulo de sua família no lado direito do altar principal da catedral de Pontecorvo. Um monumento de mármore esplêndido adorna o lugar, com a inscrição: "Nella dolce terra natale, che gli fu Cara e beneficò, e scelse uma suprema dimora, attende la Gloria della Resurrezione".